# Tout Puissant Mazembe 2010
Questa voce raccoglie le informazioni riguardanti il Tout Puissant Mazembe nelle competizioni ufficiali della stagione 2010.

## Stagione
Il 13 novembre 2010, aggiudicandosi la CAF Champions League 2010, il TP Mazembe si è qualificato alla Coppa del mondo per club FIFA. Eliminando il Pachuca e l'Internacional, è diventata la prima squadra affiliata alla CAF a raggiungere l'atto conclusivo della manifestazione. In finale gli africani si sono arresi ai campioni d'Europa dell'Inter.

## Rosa
| N. |                         | Ruolo | Calciatore           |
| -- | ----------------------- | ----- | -------------------- |
| 1  | RD del Congo (bandiera) | P     | Muteba Kidiaba       |
| 2  | RD del Congo (bandiera) | D     | Joël Kimwaki         |
| 3  | RD del Congo (bandiera) | D     | Kiritsho Kasusula    |
| 4  | RD del Congo (bandiera) | D     | Eric Miala Nkulukutu |
| 5  | RD del Congo (bandiera) | D     | Tshani Mukinayi      |
| 6  | RD del Congo (bandiera) | A     | Déo Kanda A Mukok    |
| 7  | RD del Congo (bandiera) | C     | Patient Mwepu        |
| 8  | RD del Congo (bandiera) | C     | Ndonga Mianga        |
| 10 | Zambia (bandiera)       | A     | Given Singuluma      |
| 11 | RD del Congo (bandiera) | A     | Milota Kabangu       |
| 12 | RD del Congo (bandiera) | D     | Bawaka Mabele        |

| N. |                               | Ruolo | Calciatore         |
| -- | ----------------------------- | ----- | ------------------ |
| 13 | RD del Congo (bandiera)       | C     | Bedi Mbenza        |
| 15 | RD del Congo (bandiera)       | C     | Dioko Kaluyituka   |
| 16 | Zambia (bandiera)             | D     | Stophira Sunzu     |
| 18 | RD del Congo (bandiera)       | A     | Luyeye Mvete       |
| 20 | RD del Congo (bandiera)       | C     | Mihayo Kazembe     |
| 21 | RD del Congo (bandiera)       | P     | Aimé Bakula        |
| 22 | Camerun (bandiera)            | P     | Laurent Ngome      |
| 24 | Camerun (bandiera)            | A     | Narcisse Ekanga    |
| 27 | RD del Congo (bandiera)       | A     | Ngandu Kasongo     |
| 28 | RD del Congo (bandiera)       | D     | Tshizeu Kanymbo    |
| 30 | RD del Congo (bandiera)       | C     | Kayembe Lufulwabo  |
|    | Rep. Centrafricana (bandiera) | A     | Marcelin Tamboulas |
|    | RD del Congo (bandiera)       | D     | Mukinayi Tshani    |